# Första sommardagen

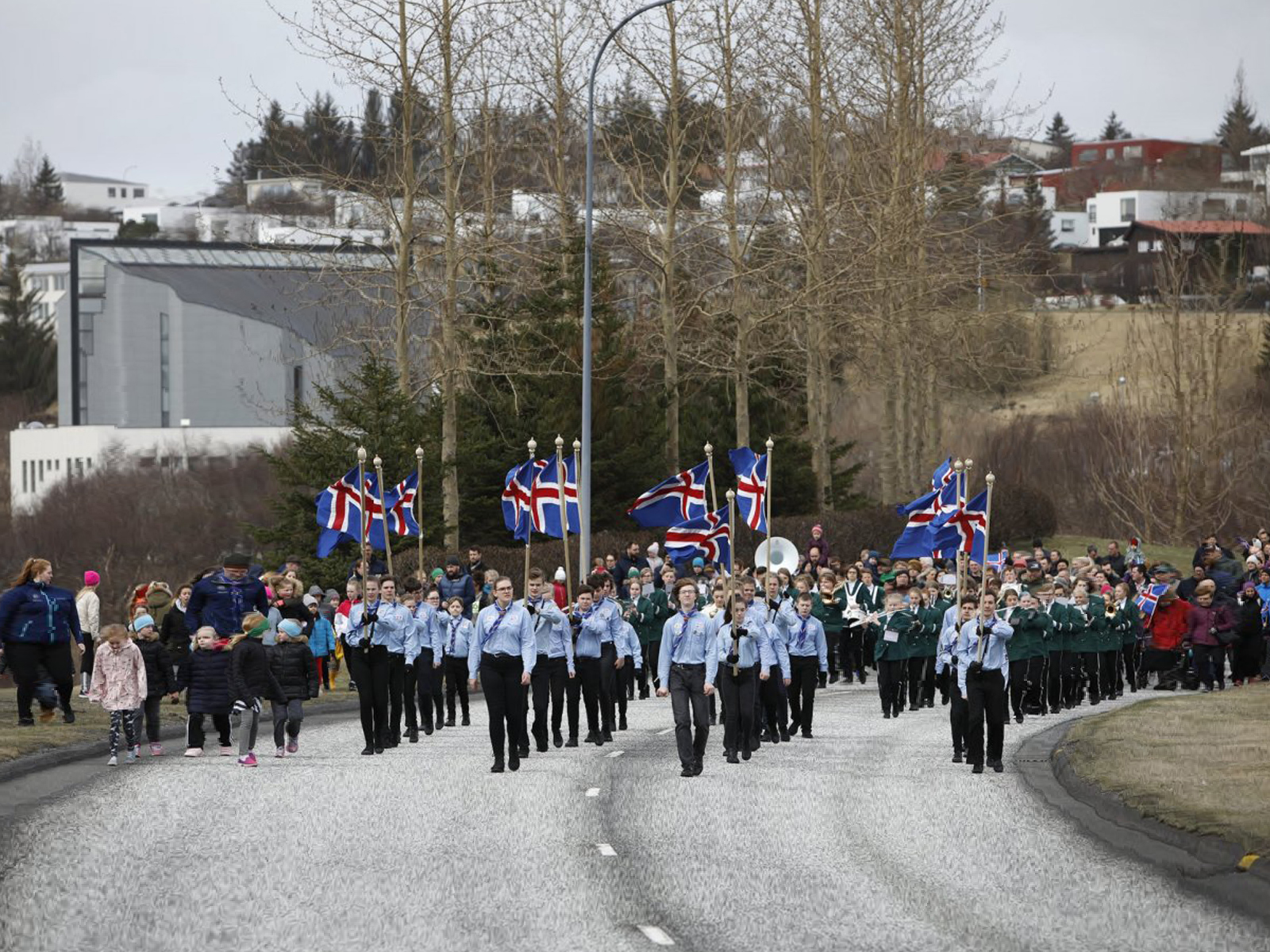
Sumardagurinn fyrsti-firande i Kópavogur.

Första sommardagen, (isländska: Sumardagurinn fyrsti), nationell helgdag på Island för att fira sommarens ankomst. Första sommardagen infaller på torsdagen mellan 19 och 25 april, det vill säga den första torsdagen efter 18 april.
Första sommardagen är ett firande vid inledningen av den första sommarmånaden (harpa) i den gamla isländska kalendern. Den gamla kalendern hade sex månader med korta dagar (vinter) och sex månader med nattlösa dagar (sommar).